# Mur d'enceinte de Croix-Luizet à Gerland
Le mur d'enceinte de Croix-Luizet à Gerland est une muraille défensive faisant partie de la deuxième ceinture de Lyon entre 1884 et 1887.

## Histoire
Le mur d'enceinte a été imaginé de trois manières différentes ; la première partait de Cusset et rejoignait Saint-Fons en délaissant l'asile de Bron. Celui-ci étant considéré comme important, il fut décidé dans le deuxième tracé de l'inclure dans la zone protégée par la muraille. Le troisième tracé, qui ne sera pas retenu, proposait d'inclure dans l'enceinte le fort de Bron et ses batteries annexes.
L'idée de ce mur est issue d'une demande forte de la ville de Lyon qui grandit constamment auprès du gouvernement en période de fortification afin d'optimiser les rendements de l'octroi par la présence de portes pouvant faire office de barrière, alors que l'armée considère la construction de cette enceinte comme inutile et non prioritaire. Toutefois le gouvernement tranche en faveur de la ville en 1880, laissant à l'armée le choix des matériaux les moins onéreux: l'enceinte est construite en béton, pierre et terre par l'entrepreneur Jean Claret.
La construction a lieu entre 1884 et 1887: une longue courtine haute de 6 mètres fendue de meurtrières, à laquelle est adossée un chemin de desserte de 6 mètres de large et devancée d'un fossé sec du côté de l'assaillant, le glacis qui l'entoure mesure 9 mètres de large. L'enceinte est pourvue de dix petits bastions assurant la protection de la muraille par des pièces d'artillerie légères et onze portes équipées de corps de garde.

## Utilisation contemporaine
À peine achevé, le conseil municipal de Lyon décide le 20 décembre 1900 l'abandon de l'octroi: l'enceinte devient obsolète. La construction du boulevard périphérique Laurent Bonnevay se fait dans les années 1950 sur le tracé de l'enceinte fortifiée dont il ne reste aujourd’hui que quelques traces.